# 카를루스 아우베르투 카르발류 두스 안주스 주니오르
카를루스 아우베르투 카르발류 두스 안주스 주니오르(포르투갈어: Carlos Alberto Carvalho dos Anjos Junior, 1977년 11월 15일 ~ )는 흔히 주니뉴라는 이름으로 알려진 브라질의 축구 선수로서, 포지션은 스트라이커이다. 현재 주아제리엔시에서 활약하고 있다.

## 축구인 경력

### 선수 경력
브라질에서 뛰던 시절 공격형 미드필더로 활약하였으나 가와사키 프론탈레로 이적한 후 스트라이커 포지션으로 이동하여 활약하기 시작하였다.
2003년 당시 J리그 디비전 2에 속해있던 가와사키에 입단한 후 첫 시즌 리그 39경기에 나서 28골을 기록하였으나 팀을 승격시키는 데는 실패하였다. 하지만 다음 시즌 39경기 37골이라는 엄청난 기록을 세우며 득점왕에 오르는 동시에 팀을 J리그 디비전 1으로 승격시켰다. 이후 2007년 리그 득점왕에 오르고 베스트 11에 선정되는 등 꾸준한 활약을 펼치며 2010 시즌까지 6시즌 연속 두 자릿 수 득점을 기록하여 J리그의 대표적인 공격수로 인정받았다. 하지만 2011 시즌 32경기에 출전하여 9골에 그치는 저조한 기록을 거두자 주니뉴의 소속 팀인 가와사키는 그의 나이와 경기력의 하락세를 고려하여 주니뉴를 떠나보내기로 결정하였다.
2012 시즌을 앞두고 가시마 앤틀러스에 입단하였다.

## 그 외
2008년 일본으로 귀화할 의사가 있다고 밝혀 화제가 되었으나 언어 문제로 인해 귀화를 포기하였다.